# قنسطنطين روكوسوفسكي
 قنسطنطين روكوسوفسكي  (بالبولندية: Konstanty Rokossowski)‏ (21 ديسمبر 1896 وارسو، الإمبراطورية الروسية - 3 أغسطس 1968 موسكو، الاتحاد السوفيتي) قائد عسكري سوفيتي من أصل بولندي شغل مناصب مارشال الاتحاد السوفيتي ومارشال بولندا ووزير الدفاع البولندي، شارك في الحرب العالمية الأولى والحرب الأهلية الروسية والحرب العالمية الثانية، وعرف بمهارته العسكرية، وهو واحد من أعظم الاستراتيجيين في الجيش الأحمر.

## حياته العسكرية
تجلت موهبته كقائد عسكري في أهم العمليات الاستراتيجية التي قام بها الجيش السوفيتي مثل معركة سمولينسك ومعركة موسكو ومعركتي ستالينغراد وكورسك وعملية «باغراتيون» والعمليتين الاستراتيجيتين في بروسيا الشرقية وبوميرانيا ومعركة برلين. ولد قسطنطين روكوسوفسكي البلوني الأصل يوم 9 ديسمبر/كانون الأول عام 1896 في مدينة فيليكيه لوكي بمقاطعة بسكوف الروسية في عائلة عامل بالسكك الحديد. واشتغل عاملا في سن مبكرة وشارك عام 1912 في مظاهرة مناهضة للسلطة، فتم اعتقاله وافرج عنه لعدم بلوغه سن الرشد. واستدعي عام 1914 للخدمة في وحدات الخيالة بالجيش الروسي ابان الحرب العالمية الأولى ومنح وسام القديس جورجيوس ورتبة ضابط صف. ورحب قسطنطين روكوسوفسكي بثورة البلاشفة في روسيا عام 1917 وانتقل إلى جانب الجيش الأحمر رغم أن شقيقه اقترح عليه الالتحاق بفيلق قومي بولندي. ترقى روكوسوفسكي إبان الحرب الاهلية في روسيا إلى منصب قائد لواء الخيالة. ادى خدمته العسكرية في فترة ما بعد الحرب الأهلية في منطقة الشرق الاقصى السوفيتي، حيث كان لواؤه يكافح عصابات الصينيين في منطقة سكة الحديد الصينية الشرقية. وبعد تخرجه من دورة الأركان تم تعيينه بمنصب قائد الفرقة في مدينة مينسك بغرب الاتحاد السوفيتي. في عام 1937 تم اعتقاله بتهمة المشاركة في مؤامرة ضد الدولة السوفيتية، فتعرض للتعذيب الجسدي والمعنوي وحكم عليه بالإعدام مرتين، لكنه لم يعترف بانه مذنب. وتم الإفراج عنه فجأة عام 1940، بعد قضائه فترة 3 سنوات في السجن. وتم تعيينه قائدا للفيلق الميكانيكي ومنح رتبة عميد. وشارك فيلق روكوسوفسكي منذ أول أيام الحرب الوطنية العظمى في المعارك مع القوات الألمانية. ومنح وسام الراية الحمراء لقاء المعارك الدفاعية الناجحة في منطقة مدينة لوتسك. في يوليو/تموز عام 1941 عينته هيئة القيادة العامة قائدا للجبهة الغربية التي كانت حينذاك عبارة عن وحدات متفرقة، فقد معظمها قدرة على المقاومة. وانهارت الجبهة تحت ضربات التشكيلات المدرعة الألمانية. وعند اقتراب الوحدات الألمانية المتقدمة من موسكو امره غيورغي جوكوف بان يتشبث هو وجيشه السادس عشر بخط كريكوفو الدفاعي، مهما كان الثمن. واصيب روكوسوفسكي بجروح خطيرة وتم نقله بعد التعافى إلى جبهة «بريانسكي». في صيف عام 1942 شكلت القيادة العامة جبهتي «ستالينغراد» و«دونسكوي» بغية ايقاف الجحافل الألمانية المخترقة للدفاعات السوفيتية في منطقة نهر الدون، فترأس روكوسوفسكي جبهة «دونسكوي». وأمره ستالين في يناير/كانون الثاني بان يتحمل المسؤولية عن دحر جيش باولوس الألماني المحاصر في منطقة ستالينغراد. اطلقت على جبهة «دونسكوي» عام 1943 تسمية جديدة وهي «سينترالني» وشاركت هذه الجبهة بقيادة روكوسوفسكي في معركة كورسك. ثم قامت بدحر مجموعة الجيوش الألمانية الوسطى وتحرير مدينة اوريول. شاركت الجبهة البيلوروسية الأولى تحت قيادة روكوسوفسكي في القيام بعملية «باغراتيون» في بيلوروسيا. ووصلت تشكيلاتها إلى نهر فيسلا في بولندا. واستولت في سبتمبر/ايلول عام 1944 على ضواحي مدينة وارسو. منح روكوسوفسكي لقاء عملياته الناجحة في بيلوروسيا وبولندا رتبة مارشال الاتحاد السوفيتي وتم تعيينه في أكتوبر/تشرين الأول عام 1944 قائدا للجبهة البيلوروسية الثانية التي شاركت في العمليتين الاستراتيجيتين في بروسيا الشرقية وبوميرانيا وحررت مدينتي غدانسك ووشيتسين البولنديتين. كما شاركت جبهة روكوسوفسكي في معركة برلين والتفت على العاصمة الألمانية ووصلت إلى نهر ألألب، حيث التقت بوحدات جيش الجنرال مونتغيمري البريطاني. قاد المارشال روكوسوفسكي يوم 24 يونيو/حزيران عام 1945 استعراض النصر في موسكو الذي اشرف عليه المارشال جوكوف. تم تعيينه قائدا لمجموعة القوات الشمالية السوفيتية في بولندا. وطلبت الحكومة البولندية عام 1949 بان يتم ايفاده إلى بولندا ليشغل منصب وزير الدفاع فيها، فمنح رتبة مارشال بولندا. وظل يتولى منصب وزير الدفاع ونائب رئيس الوزراء البولندي حتى عام 1956، حين قدم استقالته لسوء صحته وعاد إلى موسكو، حيث تم تعيينه نائبا لوزير الدفاع السوفيتي. وكان روكوسوفسكي يتولى مسؤولية هذا المنصب حتى وفاته في عام 1968. تم دفن قسطنطين روكوسوفسكي جنب جدار الكرملين في الساحة الحمراء.

## وصلات خارجية
- قنسطنطين روكوسوفسكي على موقع الموسوعة البريطانية (الإنجليزية)
- قنسطنطين روكوسوفسكي على موقع مونزينجر (الألمانية)
- Rokossowski speech on National Unity Congress in Poland
- Герой Сталинградской и Курской битв
- Комдив Рокоссовский
- Маршал Рокоссовский